# 久我通嗣
久我 通嗣（こが みちつぐ）は、鎌倉時代後期の公卿。内大臣・久我通基の三男。官位は正二位・権中納言。

## 経歴
以下、『公卿補任』と『尊卑分脈』の内容に従って記述する。
- 弘安3年（1280年）1月5日、叙爵。
- 弘安6年（1283年）3月28日、侍従に任ぜられる。12月16日、従五位上に昇叙。
- 弘安7年（1284年）1月13日、右少将に任ぜられる。
- 弘安9年（1285年）1月5日、正五位下に昇叙。同月13日には近江介を兼ねる。
- 弘安11年（1288年）1月5日、従四位下に昇叙。同月11日、右少将は元の如し。2月8日、禁色を許される。3月6日、右中将に転任。
- 正応2年（1289年）1月5日、従四位上に昇叙。
- 正応3年（1290年）6月18日、正四位下に昇叙。
- 正応5年（1292年）5月15日、参議に任ぜられる。閏6月16日、従三位に昇叙。
- 永仁2年（1294年）1月6日、正三位に昇叙。3月27日、備中権守を兼ねる。
- 永仁6年（1298年）11月14日、丹波権守を兼ねる[2]。
- 正安元年（1299年）1月5日、従二位に昇叙。
- 正安3年（1301年）、権中納言に任ぜられる。
- 正安4年（1302年）1月5日、正二位に昇叙[3]。
- 嘉元元年（1303年）8月28日、権中納言を辞退[4]。
- 延慶元年（1308年）11月19日、父・通基の喪に服す。
- 正平9年/文和3年（1354年）2月10日、薨去。